# أبو زيد عبد الرحمن التمنارتي
أبو زيد عبد الرحمان التمنارتي (974هـ - 1060هـ / 1585م - 1650م) هو فقيه وأديب مغربي، شيخ مشايخ سوس، وعالم تارودانت ومفتيها.

## مولده ونسبه
وُلد أبو زيد بقرية تمنارت عام 974هـ، وهو أبو زيد عبد الرحمان بن محمد بن أحمد بن إبراهيم بن محمد بن أحمد المعافري التمنارتي، من المعافرة، وهم أسرة عليمة مشهورة بالعلم والصلاح في تلك النواحي من القرن العاشر إلى ما قبل مختتم الثاني عشر.

## دراسته وشيوخه
بدأت رحلته في طلب العلم سنة 992هـ، عندما توجه إلى تارودانت حاضرة العلم والعلماء بالسوس الأقصى، وامتدت رحلته العلمية بعد ذلك إلى مراكز علمية أخرى بحاضرة سوس، كمركز زداغة، ومركز تمنارت، ولم يعرف عن التمنارتي أن له رحلة للطلب خارج سوس، بل اكتفى بالتنقل بين المراكز العلمية المذكورة، حيث وجد فيها ضالته المنشودة، وعكف على حضور مجالس العلماء، والجلوس بين أيدي المشايخ الكبار والأخذ عنهم، حتى تضلع في مختلف العلوم الدينية واللغوية، وتلقى تكويناً علمياً رصيناً على يد ثلة من المشايخ الكبار، وهم الذين ترجم لهم في كتابه الموسوم بـ«الفوائد الجمة»، ومن أبرز هؤلاء الشيوخ: والده محمد بن أحمد التمنارتي (ت 1007هـ)، والإمام الخطيب أبو عبد الله محمد بن أحمد التلمساني المعروف بالوقاد (ت 1001هـ)، وأبو عثمان سعيد بن عبد الله بن إبراهيم الجزولي (ت 1007هـ)، والشيخ الصوفي أبو زكريا يحيى بن عبد الله بن سعيد بن عبد المنعم الحاحي (ت 1035هـ)، والفقيه المحدث أبو العباس أحمد بن أحمد ابن الفقيه الحاج أحمد بن عمر بن محمد أقيت الصنهاجي السوداني (ت 1036هـ)، وآخرون.
في عام 1007هـ، تعرض أبي زيد لأولى نكبات حياته، حيث فقد أسرته كله في الطاعون المستشري بالمغرب لهذه الفترة، وتوالت النكبات على أبي زيد طوال حياته من أبرزها إصابته بالعمى عام 1014هـ، لكنه استعاد حاسة الإبصار بعد حين، ثم تعرّض للعزل من القضاء مرتين، واتهامه باختلاس بعض الكتب.

## حياته العلمية وتلاميذه
انقطع التمنارتي بعد استكمال أسباب العلم للتدريس، خاصة بعد استيلاء أبي زكرياء يحيى الحاحي صاحب زاوية زداغة على سوس، وحاضرته تارودانت عام 1020هـ. قام أبو زيد بالتدريس بالجامع الكبير بتارودانت، حيث أخذ عنه عدد من الطلبة السوسيين كالمرغيثي صاحب المقنع. ثم الإمام اليوسي الذي شهد له انه اعلم من وجد بتارودات حين قدمها راجعا من إيليغ، وبعض علماء السودان، وقد أجاز أبو زيد تلامذته في إجازة عامة أثبتها في كتابه «الفوائد» وذكر من بينهم ولديه أحمد ومحمد.
وبالإضافة إلى تقلده القضاء والتدريس والإمامة، كان أبو زيد مرجعا للإفتاء بسوس حيث كان الناس يحتكمون إليه ببلادهم، كما كان العلماء والفقهاء يراسلونه، وقد أثبت في كتابه عدة فتاوى تتعلق بالخصوص بمسائل التبغ، وأموال بيت المال وألواح الحصون. 

## مؤلفاته
خلف أبو زيد ست مؤلفات هي:
- كتاب: «الفوائد الجمة في إسناد علوم الأمة»: وهو أهم مؤلفاته
- «شرح لامية الزواوي في النحو»
- «تهذيب كتاب النور الباهر في نصرة الدين الطاهر»
- ديوان شعر: جمعه أحد أبنائه في أواخر حياته، ورتبه في أربعة أبواب، لكن لم يوجد من هذا الديوان إلا نسختان مبتورتان إذ لم يبق منهما إلا الباب الرابع وجدتا بالخزانة السنية. وقد كان مؤرخ سوس المختار السوسي أشار إلى أن هذا الديوان مفقود بالكلية.
- أجوبة فقهية
- شرح منظومة في العقائد